# Eublemma rufimixta
Eublemma rufimixta là một loài bướm đêm trong họ Erebidae.